# Se il mondo fosse
Se il mondo fosse è un singolo dei rapper italiani Emis Killa, Club Dogo, J-Ax e Marracash, pubblicato il 30 giugno 2012.

## Descrizione
Nato da un'idea di Emis Killa, la parte musicale del brano è stata composta e prodotta da Big Fish e Alessandro Erba.
La canzone, presentata per la prima agli MTV Days 2012, è stata realizzata al fine di destinarne i proventi ad una raccolta fondi in aiuto delle popolazioni colpite dal Terremoto dell'Emilia del 2012 Il ricavato delle vendite, in collaborazione con il Ministero dell'Istruzione e l'Ufficio scolastico regionale per l'Emilia-Romagna, è destinato a supportare la campagna promossa da MTV Adotta una scuola, in particolare per la ricostruzione dell'Istituto Superiore Galileo Galilei di Mirandola in provincia di Modena, danneggiato dal sisma in Emilia del 2012.
Il 12 dicembre 2012 il singolo riceve un riconoscimento nella manifestazione MTV Hip Hop Awards, ritirando il premio per la categoria "Best Collaboration".

## Tracce
1. Se il mondo fosse – 3:28 (testo: Emis Killa, Jake La Furia, Marracash, Gué Pequeno, J-Ax – musica: Big Fish, Alessandro Erba)

## Classifiche
| Classifica (2012) | Posizione massima |
| ----------------- | ----------------- |
| Italia            | 2                 |